# Керролл (округ, Огайо)
Шаблон:StateAbbr_ 40°35′ пн. ш. 81°05′ зх. д. / 40.58° пн. ш. 81.09° зх. д.
Округ  Керролл (англ. Carroll County) — округ (графство) у штаті  Огайо, США. Ідентифікатор округу 39019.

## Історія
Округ утворений 1833 року.

## Демографія
За даними перепису 
2000 року 
загальне населення округу становило 28836 осіб, зокрема міського населення було 8820, а сільського — 20016.
Серед мешканців округу чоловіків було 14274, а жінок — 14562. В окрузі було 11126 домогосподарств, 8156 родин, які мешкали в 13016 будинках.
Середній розмір родини становив 3.
Віковий розподіл населення поданий у таблиці:
| Стать    | До 15 років | 15-21 | 22-29 | 30-39 | 40-49 | 50-65 | 65-85 | Понад 85 |
| -------- | ----------- | ----- | ----- | ----- | ----- | ----- | ----- | -------- |
| Чоловіки | 3067        | 1340  | 1206  | 1972  | 2294  | 2586  | 1664  | 145      |
| Жінки    | 2872        | 1258  | 1244  | 2034  | 2323  | 2556  | 2022  | 253      |

## Суміжні округи
- Коламбіана — північний схід
- Джефферсон — південний схід
- Гаррісон — південь
- Таскарвас — південний захід
- Старк — північний захід

## Виноски
1. ↑  U.S. Decennial Census. United States Census Bureau. Архів оригіналу за 26 квітня 2015. Процитовано 7 лютого 2015.
2. ↑  Historical Census Browser. University of Virginia Library. Архів оригіналу за 11 Серпня 2012. Процитовано 7 лютого 2015.
3. ↑  Forstall, Richard L., ред. (27 березня 1995). Population of Counties by Decennial Census: 1900 to 1990. United States Census Bureau. Архів оригіналу за 14 Лютого 2015. Процитовано 7 лютого 2015.
4. ↑  Census 2000 PHC-T-4. Ranking Tables for Counties: 1990 and 2000 (PDF). United States Census Bureau. 2 квітня 2001. Архів оригіналу (PDF) за 18 Грудня 2014. Процитовано 7 лютого 2015.
5. ↑  State & County QuickFacts. United States Census Bureau. Архів оригіналу за 8 липня 2011. Процитовано 7 лютого 2015.(англ.) Наведено за англійською вікіпедією.
6. ↑  American FactFinder. Бюро перепису населення США. Архів оригіналу за 29 липня 2011. Процитовано 31 січня 2008.

| США | Це незавершена стаття з географії США. Ви можете допомогти проєкту, виправивши або дописавши її. |